# Comité Olímpico Nacional Italiano
El Comité Olímpico Nacional Italiano (en italiano: Comitato Olimpico Nazionale Italiano, CONI), fundado en 1914, es el comité olímpico de Italia para el movimiento de los Juegos Olímpicos. Es una organización sin ánimo de lucro que selecciona equipos y recoge fondos para enviar deportistas italianos a los eventos olímpicos organizados por el COI.
Además, es el organismo italiano encargado de investigar los casos de dopaje, teniendo asimismo la facultad para imponer las sanciones oportunas y pedir a los organismos deportivos internacionales que dichas sanciones trasciendan el ámbito italiano (impidiendo tomar parte en pruebas extranjeras a deportistas sancionados por el CONI). Gracias a una orden que data del año 2007, es competente para investigar casos de dopaje de deportistas extranjeros, no solo de los italianos.

## Presidentes
- Carlo Compans de Brichanteau (1914-1920)
- Carlo Montù (1920-1921)
- Francesco Mauro (1921-1923)
- Aldo Finzi (1923-1925)
- Lando Ferretti (1925-1928)
- Augusto Turati (1928-1930)
- Icilio Bacci (1930-1931)
- Leandro Arpinati (1931-1933)
- Achille Starace (1933-1939)
- Rino Parenti (1939-1940)
- Raffaele Manganiello (1940-1943)
- Alberto Bonacossa (1943)
- Ettore Rossi (1943-1944)
- Puccio Pucci (1944)
- Giulio Onesti (1944-1978)
- Franco Carraro (1978-1987)
- Arrigo Gattai (1987-1993)
- Mario Pescante (1993-1998)
- Bruno Grandi (1998-1999)
- Gianni Petrucci (1999-2013)
- Giovanni Malagò (2013-actualidad)